# Nuraghe Arzu
Il nuraghe Arzu è ubicato in località Monte Jana, poco distante dal nuraghe Conzattu e dall'S'Aspru in territorio di Siligo.

## Descrizione
Ubicato lungo il bordo di un costone roccioso a 400 m dal rilievo di monte Jana, al momento è di difficile lettura la planimetria sebbene siano visibili tracce di una struttura circolare (dia. 11,50). L'edificio è parzialmente crollato ed interrato. Del paramento murario sono visibili solo alcuni tratti realizzati con pietre calcaree di medie dimensioni, accuratamente sbozzate. Lungo il alto NO la muratura si sviluppa per una lunghezza di 4,30 su tre filari di pietre (alt. m 0,82) mentre ad Est rimangono 2 filari (alt. m. 0,50 per la lunghezza di m. 2,30